# 西村牧場
西村牧場（にしむらぼくじょう）は、北海道新ひだか町に本拠を置く競走馬の生産、販売、中期育成、繁殖預託などを行う牧場である。

## 略歴
- 1944年 - もともとは洞爺で羊を飼う綿羊農家だったが、1944年に発生した昭和新山の噴火をきっかけに新ひだか町静内へと移転した。
- 1950年 - アラブを中心とした競走馬の生産を兼業で始める。

その後、現在のサラブレッド生産一本の体制へと転換していった。

## 管理牧場
本場
- 北海道日高郡新ひだか町静内中野町4丁目43番地

泊津分場
- 北海道新冠郡新冠町西泊津107-1